# Il était une fois Walt Disney
Pour les articles homonymes, voir Il était une fois.
Il était une fois Walt Disney : Aux sources de l'art des studios Disney (en France) ou Il était une fois Walt Disney (1937-1967) (au Québec) est une exposition organisée par la Réunion des musées nationaux et le Musée des beaux-arts de Montréal sur les œuvres ayant inspirées Walt Disney et ses collaborateurs dans la création des films d'animation et des parcs à thèmes Disney. Elle a été cofinancée en France par TF1, Europe 1 et Le Journal du dimanche.

## L'exposition
Elle a été présentée aux dates suivantes :
- 16 septembre 2006 - 15 janvier 2007, aux Galeries nationales du Grand Palais à Paris[1].
- 8 mars 2007 - 24 juin 2007 : au Musée des Beaux-Arts de Montréal

L'exposition est découpée en plusieurs parties :
- Les origines sur la jeunesse de Walt
- Sources cinématographiques et littéraires
- Architecture et décor : la nostalgie bâtisseuse
- Anthropomorphisme : des animaux, des végétaux comme des hommes
- L'art de caractériser les personnages
- Dalí et Disney : l'aventure de Destino
- Tout recommence avec une souris : Disney, source de l’art moderne et contemporain.

## Autour de l'exposition
Un DVD et un livre accompagnent l'exposition :
- Il était une fois Walt Disney - Aux sources de l’art des studios Disney, coproduit par RMN, The Walt Disney Company (France), Les Films d’Ici, Arte France, Durée 47 min + en Bonus Blanche Neige de J. Searle Dawley sorti en 1916. (63 min)
- Catalogue, Il était une fois Walt Disney : Aux sources de l'art des studios Disney, Réunion des musées nationaux, brochée, 2006, Paris  (ISBN 2-7118-5013-7)

L'exposition rejoint les productions de la Walt Disney Company sur l'histoire de Walt Disney telles que les attractions The Walt Disney Story ou les différents éléments de 100 ans de magie.